# Bassogigas walkeri
Bassogigas walkeri är en fiskart som beskrevs av Nielsen och Møller 2011. Bassogigas walkeri ingår i släktet Bassogigas och familjen Ophidiidae. Inga underarter finns listade.